# Varvanummi
Varvanummi är en mosse i Finland. Den ligger i Nousis i landskapet Egentliga Finland, i den sydvästra delen av landet, 160 km väster om huvudstaden Helsingfors.